# Rzepcze
Rzepcze (dodatkowa nazwa w j. niem. Repsch) – wieś w Polsce położona w województwie opolskim, w powiecie prudnickim, w gminie Głogówek. Historycznie leży na Górnym Śląsku, na ziemi prudnickiej. Położona jest na terenie Kotliny Raciborskiej, będącej częścią Niziny Śląskiej. Przepływa przez nią rzeka Osobłoga.
W latach 1975–1998 miejscowość należała administracyjnie do ówczesnego województwa opolskiego.
Według danych na 2011 wieś była zamieszkana przez 299 osób.

## Geografia

### Położenie
Wieś jest położona w południowo-zachodniej Polsce, w województwie opolskim, około 13 km od granicy z Czechami, w zachodniej części Kotliny Raciborskiej, tuż przy granicy powiatu prudnickiego z powiatem krapkowickim (gmina Krapkowice). Należy do Euroregionu Pradziad. Przez granice administracyjne wsi przepływa rzeka Osobłoga.

### Środowisko naturalne
W Rzepczu panuje klimat umiarkowany ciepły. Średnia temperatura roczna wynosi +8,4 °C. Duże zróżnicowanie dotyczy termicznych pór roku. Średnie roczne opady atmosferyczne w rejonie Rzepcza wynoszą 627 mm. Dominują wiatry zachodnie.

## Nazwa
Topograficzny opis Górnego Śląska z 1865 roku notuje wieś pod nazwą Rzeptsch oraz wynotowaną z łacińskiego dokumentu z 1379 Reptsch, a także wymienia polską nazwę Rzepcz we fragmencie: „Rzeptsch (1379 Reptsch, polnisch Rzepcz)”. W Spisie miejscowości województwa śląsko-dąbrowskiego łącznie z obszarem ziem odzyskanych Śląska Opolskiego wydanym w Katowicach w 1946 wieś wymieniona jest pod polską nazwą Rzepce. 15 marca 1947 r. nadano miejscowości nazwę Rzepcze.
W historycznych dokumentach nazwę miejscowości wzmiankowano w różnych językach oraz formach: Repic (1240), Repze (1241), in Ropzha (ok. 1300), Reps (1312), Repzs (1318), Rzeptsch (1379), Rzepcz (1447), Rzepcza (1521), Rczipczy (1602), Rzepecz (1604), Reptsch (1635), Repsch, P[ol.] Rzepce (1736), Rzeptsch (1743), Rzeptsch (1784), Rzeptsch (Rzepec) (1804), Rzeptsch, Rzepcz (1845), Rzepcz (1889), Rzepa, Repsch (1900), Rzepcze – Repsch (1939), Repsch – Rzepcze, -cza, rzepecki (1947), Rzepcze, -cza (1982).
Nazwa wsi bywa w mediach błędnie zapisywana jako Rzepce. W 2001 błędna nazwa widniała na tablicy przy wjeździe do miejscowości.

## Historia

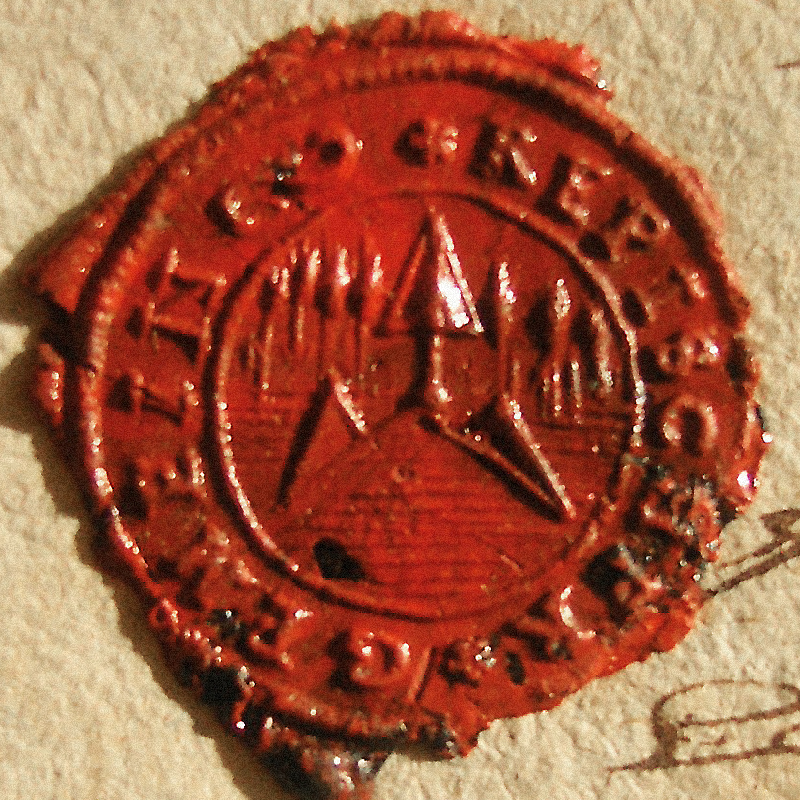
Pieczęć Rzepczu (1722)

Ślady pobytu człowieka na terenie obecnej wsi Rzepcze, potwierdzone badaniami archeologicznymi, sięgają późnej epoki brązu (V okres; ok. 900–750 r. p.n.e.). Znaleziska wskazują, że istniała tu osada obronna ludności kultury łużyckiej.

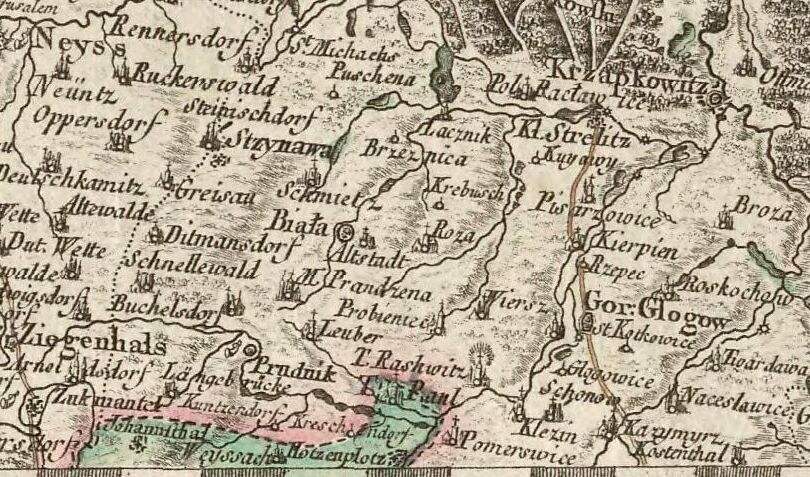
Rzepcze (Rzepec) wśród miejscowości ziemi prudnickiej na polskojęzycznej mapie z 1772

Wieś po raz pierwszy wzmiankowana była w dokumencie z 1300 pod nazwą Ropzha. Pierwsza wzmianka o drewnianym kościele pw. św. Jakuba Starszego pochodzi z 1447. Obecny kościół został wybudowany w 1751. Do 1742 wieś należała do powiatu sądowego głogóweckiego w Monarchii Habsburgów. Po I wojnie śląskiej znalazła się w granicach Królestwa Prus i weszła w skład powiatu prudnickiego w prowincji Śląsk.

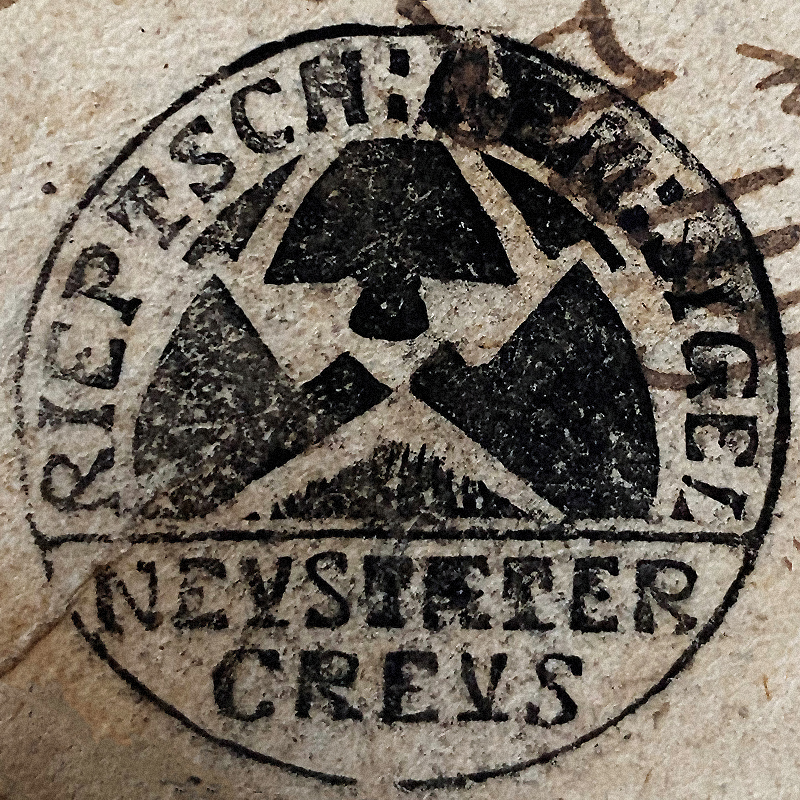
Pieczęć Rzepczu (1804)

Wieś posiadała swoją własną pieczęć, która przedstawiała w polu trzy lemiesze w skos obok siebie, po obu stronach centralnie położonego lemiesza dwa ostrza w skos, a w otoku napis: RIEPTSCH: GEM: SIGEL / NEYSTAETER CREYS (pol. Gmina Rzepcze / Powiat Prudnicki). W październiku 1831 na ziemi prudnickiej rozpoczęła się epidemia cholery. Od października do listopada pochłonęła ona 6 mieszkańców Rzepcza.

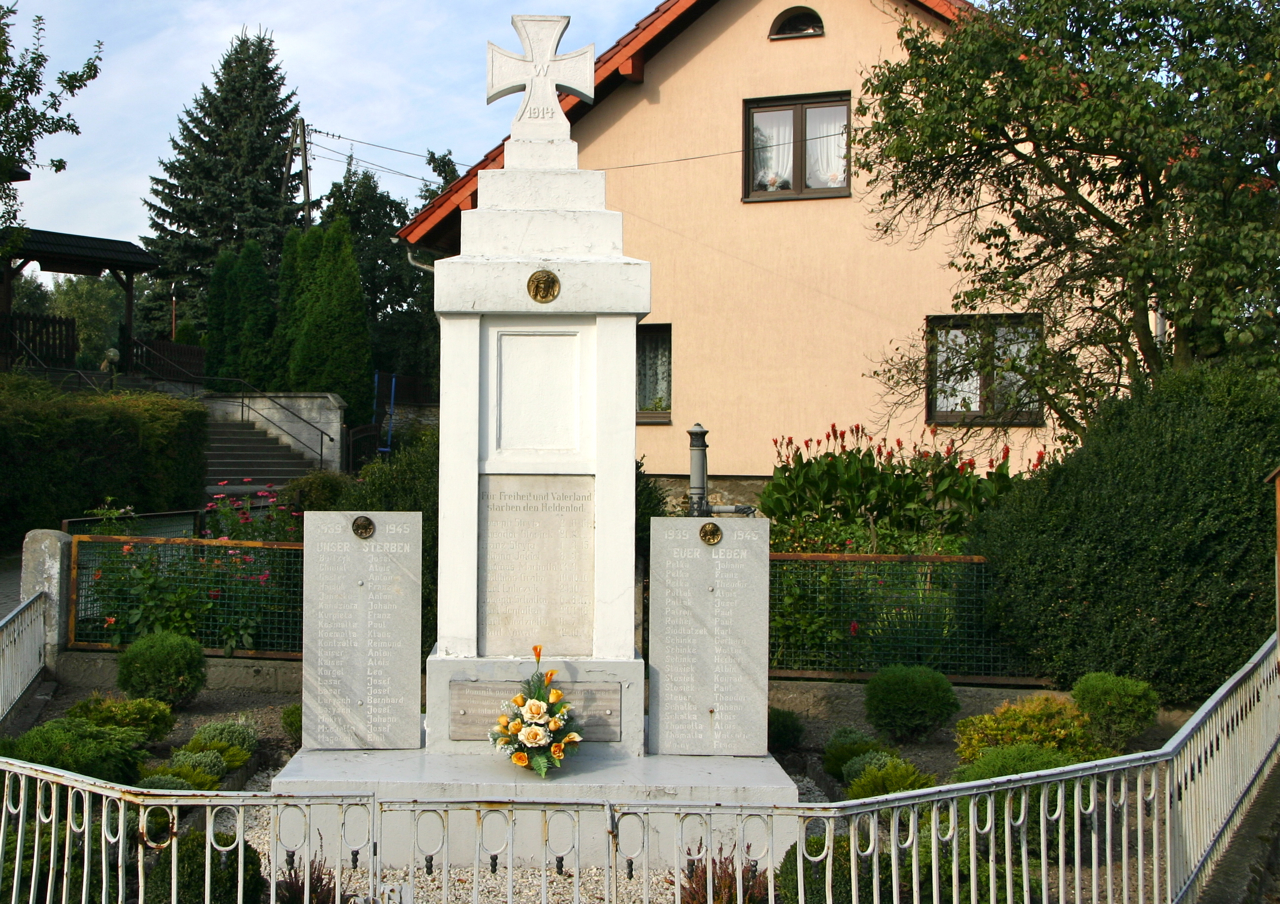
Pomnik upamiętniający mieszkańców wsi, którzy zginęli podczas I wojny światowej

Według spisu ludności z 1 grudnia 1910, na 353 mieszkańców Rzepcza 17 posługiwało się językiem niemieckim, 329 językiem polskim, a 7 było dwujęzycznych. W wyborach parlamentarnych w Republice Weimarskiej w 1919 najwięcej głosów w Rzepczu zdobyli socjaldemokraci.
W 1921 w zasięgu plebiscytu na Górnym Śląsku znalazła się tylko część powiatu prudnickiego. Rzepcze znalazło się po stronie wschodniej, w obszarze objętym plebiscytem. Do głosowania uprawnionych było w Rzepczu 312 osób, z czego 257, ok. 82,3%, stanowili mieszkańcy (w tym 250, ok. 97,2% całości, mieszkańcy urodzeni w miejscowości). Oddano 310 głosów (ok. 99,3% uprawnionych), w tym 310 (100%) ważnych; za Niemcami głosowało 227 osób (ok. 73%), a za Polską 83 osoby (ok. 27%). W latach 20. XX wieku powstał pomnik upamiętniający mieszkańców wsi, którzy zginęli podczas I wojny światowej.
Na frontach II wojny światowej zginęło 40 mieszkańców Rzepcza. Tablice z ich nazwiskami postawiono przy pomniku upamiętniającym poległych w I wojnie światowej.
W latach 1945–1950 Rzepcze należało do województwa śląskiego, a od 1950 do województwa opolskiego. W latach 1945–1954 wieś należała do gminy Kórnica, w latach 1954–1959 do gromady Kierpień, w 1959 do gromady Błażejowice, a w latach 1959–1972 do gromady Mochów.
W 1949 we wsi znajdowały się między innymi: szkoła podstawowa prowadzona przez Inspektorat Szkolny w Prudniku, krawiec, piekarz. W miejscowości znajdowała się chlewnia Państwowego Ośrodka Hodowli Zarodowej w Głogówku.
W 2007 Rzepcze przystąpiło do Programu Odnowy Wsi Opolskiej. Uchwałą z 21 grudnia 2020 Rady Miejskiej Głogówka wyznaczono na terenie gminy Głogówek aglomerację Głogówek o równoważnej liczbie mieszkańców 8057 oraz zlokalizowaną na terenie miejscowości: Głogówek, Dzierżysławice, Mochów, Racławice Śląskie, Rzepcze z oczyszczalnią ścieków w Głogówku.
Podczas powodzi 15 września 2024 zostało zalane boisko w Rzepczu.

## Mieszkańcy
Miejscowość zamieszkiwana jest przez mniejszość niemiecką oraz Ślązaków. Mieszkańcy wsi posługują się gwarą prudnicką, będącą odmianą dialektu śląskiego. Należą do podgrupy gwarowej nazywanej Kamiyniołrzy.

### Liczba mieszkańców wsi
- 1871 – 359[35]
- 1885 – 345[36]
- 1905 – 343[37]
- 1910 – 353[38]
- 1933 – 499[39]
- 1939 – 505[39]
- 1966 – 405[40]
- 1998 – 343[41]
- 2002 – 327[41]
- 2009 – 308[41]
- 2011 – 299[41]
- 2013 – 293[42]

## Zabytki

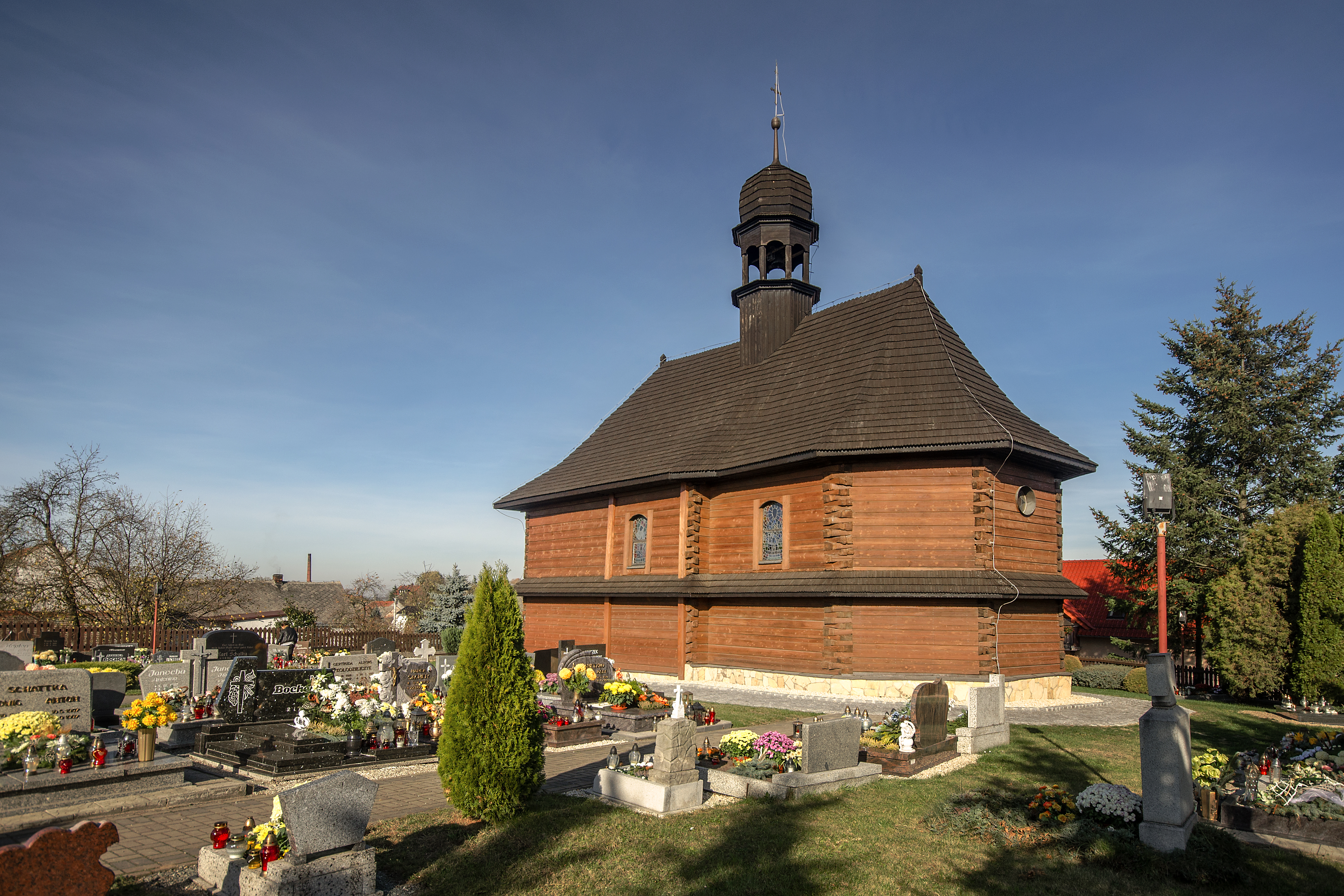
Kościół filialny pw. św. Jakuba Starszego

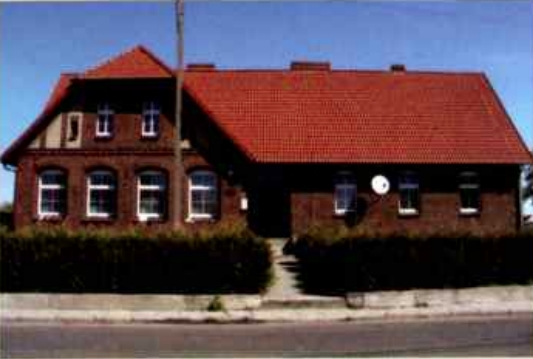
Dom nr 19

Do wojewódzkiego rejestru zabytków wpisany jest:
- kościół filialny pw. św. Jakuba Starszego, drewniany, z 1751 r.

Zgodnie z gminną ewidencją zabytków w Rzepczu chronione są ponadto:
- cmentarz parafialny przy kościele
- kaplica cmentarna
- kuźnia przy domu nr 1
- szkoła, ob. dom mieszkalny nr 19
- karczma, nr 23A
- dom mieszkalny nr 29
- dom mieszkalny (wycużny) w zagrodzie nr 48
- zespół folwarczny
  - obora, nr 53A
  - spichlerz, nr 53A
  - stodoły, nr 53A, 53B
  - budynek mieszkalny, nr 53B
  - gorzelnia, nr 53E
- zespół młyński
  - młyn, nr 53G
  - dom mieszkalny, nr 53G

## Pomniki i obiekty upamiętniające
- Pomnik poległych w I i II wojnie światowej – pomnik przy drodze głównej w Rzepczu[45] powstały w latach 20. XX wieku jako upamiętnienie mieszkańców wsi, którzy polegli w I wojnie światowej. Dostawiono do niego dwie tablice, każda z dwudziestoma nazwiskami mężczyzn, którzy zginęli podczas II wojny światowej. Znajdują się na nich napisy w języku niemieckim oraz motyw Krzyża Żelaznego. Zgodnie z kryteriami w sprawie upamiętnień na obszarze RP żołnierzy niemieckich przyjętymi w uchwale Rady Ochrony Pamięci Walk i Męczeństwa w 1995, pomnik został uznany za nieprawidłowy[23].

## Gospodarka
W Rzepczu siedzibę mają firmy Usługi Pogrzebowe Koch Karol i Piekarnia-Cukiernia Stosiek Krystian, zrzeszone w Cechu Rzemieślników i Przedsiębiorców w Prudniku.

## Transport
Przez Rzepcze przebiega droga wojewódzka
- Racibórz – Krapkowice

W zarządzie Wydziału Drogownictwa Starostwa Powiatowego w Prudniku znajduje się droga powiatowa nr 1837O relacji Dobra – Kierpień – Rzepcze.
Rzepcze posiada połączenia autobusowe z Branicami, Głogówkiem, Głubczycami, Kietrzem, Opolem. We wsi znajdują się dwa przystanki autobusowe – „Rzepcze”, „Wieś”.

## Kultura
W Rzepczu działa Niemieckie Koło Przyjaźni (Deutscher Freundeskreis) – oddział terenowy Towarzystwa Społeczno-Kulturalnego Niemców na Śląsku Opolskim.

## Religia
W Rzepczach znajduje się katolicki kościół św. Jakuba Starszego, który należy do parafii Narodzenia Najświętszej Maryi Panny w Kierpniu (dekanat Głogówek).

## Sport
We wsi funkcjonuje klub piłkarski LZS Rzepce, założony w 1971. Klub rozgrywa swoje mecze na boisku w Rzepczu. W 2005, z okazji 60. rocznicy istnienia Podokręgu Związku Piłki Nożnej w Prudniku, klub otrzymał pamiątkowy puchar.

## Turystyka
Oddział PTTK „Sudetów Wschodnich” w Prudniku ustanowił turystyczną Odznakę Krajoznawczą Ziemi Prudnickiej, którą zdobywa się poprzez zwiedzenie odpowiedniej liczby obiektów w miejscowościach położonych na ziemi prudnickiej, w tym w Rzepczu.
12 lipca 2010, w ramach organizowanego w Prudniku VI Europejskiego Tygodnia Turystyki Rowerowej, w którym wzięli udział rowerzyści z całej Europy, przez Rzepcze prowadziła trasa „Szlakiem Pielgrzyma”.

## Bezpieczeństwo
W zakresie ochrony przeciwpożarowej oraz innych miejscowych zagrożeń w Rzepczu działa jednostka Ochotniczej Straży Pożarnej.
Miejscowość jest pod opieką dzielnicowego rejonu służbowego nr 12 Komendy Powiatowej Policji w Prudniku (Komisariat Policji w Głogówku).
Teren wsi, jak i całej gminy Głogówek, położony jest w strefie nadgranicznej w związku z czym Straż Graniczna dysponuje, na tym obszarze, specjalnymi kompetencjami w zakresie bezpieczeństwa. Gminę Głogówek obejmuje zasięgiem służbowym placówka Straży Granicznej w Opolu ze Śląskiego Oddziału SG.

## Ludzie związani z Rzepczem
- Oscar Theodor Baron (1847–1926) – lepidopterolog, entomolog i ornitolog, urodzony w Rzepczu
- Ernest Knosala (1948–2012) – prawnik, profesor zwyczajny Uniwersytetu Śląskiego w Katowicach, urodzony w Rzepczu[59]